# Thomas Klepeisz
Thomas Klepeisz (Güssing, 4 agosto 1991) è un cestista austriaco.

## Palmarès
- Campionato austriaco: 2

Güssing Knights: 2013-14, 2014-15
- Coppa d'Austria: 1

Güssing Knights: 2015
- Campionato tedesco: 1

Ulm: 2022-2023